# YoungBoy Never Broke Again
肯特雷尔·德肖恩·高尔登（英語：Kentrell DeSean Gaulden，1999年10月20日—），美国饶舌歌手、歌手和词曲作家，艺名YoungBoy Never Broke Again（又称NBA YoungBoy或简称YoungBoy）。2015年至2017年期间，高尔登于当地及线上发布了八张独立的混音带，并通过作品吸引了一众歌迷。2017年末，高尔登被大西洋唱片公司签下并又发行了两张混音带。2018年1月，高尔登发布了单曲“Outside Today”，该曲曾最高登至Billboard百强单曲榜第31名，成为了他榜单排名最高的独唱单曲。这首歌是他于当年4月发布的首张录音室专辑《Until Death Call My Name》中的单曲。他的后续单曲包括“Valuable Pain”、“Slime Belief”和“Genie”。 
2019年，高尔登发布了专辑《AI YoungBoy 2》 ，成为他的首张榜首专辑，该专辑于2019年登上了Billboard专辑榜榜首，其中包含单曲“Self Control”、“Slime Mentality”和“Make No Sense”。高尔登还与他的好友兼饶舌歌手朱斯·沃尔德合作了单曲“Bandit”，该曲成为了他的首支Billboard百强单曲榜十强单曲，也是他榜单排名最高的单曲。

## 早年生活
肯特雷尔·德肖恩·高尔登于1999年10月20日出生于美国路易斯安那州的巴吞鲁日。高尔登曾在蹒跚学步时摔倒并摔断了脖子，在脊柱痊愈前他的头部一直由支架支撑，而支架在他的额头上留下了永久的疤痕。高尔登主要由外祖母抚养大，原因是其父亲被判处了55年监禁。他在九年级时退学，告诉妈妈他想专注于音乐事业，此后不久便因抢劫被捕并被送到路易斯安那州塔卢拉的管教所。在那里，高尔登开始为自己的处女作写词。
从管教所释放后，高尔登的祖母因心力衰竭去世，高尔登搬到了与他同为巴吞鲁日饶舌歌手的好友NBA 3Three（又称OG 3Three）那里。两人随后通过犯罪所得来维持在录音室的开支。

## 个人生活
高尔登与八个女人育有十个儿子，名为凯登（Kayden）、卡姆伦（Kamron）、泰林（Taylin）和卡米里（Kamiri）。
2018年6月，高尔登称其中一个名字由字母K开头的儿子不是他的亲生儿子。

## Never Broke Again厂牌
从他的首张专辑《Before I Go (Reloaded)》开始，高尔登便以他的厂牌“Never Broke Again”发布作品。 

### 当前艺人
- Quando Rondo
- NoCap

## 唱片

### 录音室专辑
- 《Until Death Call My Name》 (2018年)

### 混合带/ EP专辑
- 《38 Baby》 (2016年)
- 《Al Youngboy》 (2017年)
- 《Master the Day of Judgement》 (2018年)
- 《Decided》 (2018年)
- 《4Respect 4Freedom 4Loyalty 4WhatImportant》 (2018年)
- 《Realer》 (2018年)
- 《AI YoungBoy 2》 (2019年)

## 获奖与提名
| 年份 | 大奖                               | 奖项                               | 获提名作品                                                     | 结果 |
| ---- | ---------------------------------- | ---------------------------------- | -------------------------------------------------------------- | ---- |
| 2019 | BET嘻哈音乐奖 (BET Hip Hop Awards) | 最具影响力歌曲 (Best Impact Track) | 单曲"I Am Who They Say I Am" (由Kevin Gates和Quando Rondo客串) | 提名 |